# Brottning vid olympiska sommarspelen 1980
Brottningen vid olympiska sommarspelen 1980 hölls i Moskva och var uppdelat i två discipliner; grekisk-romersk stil och fristil. Tävlingarna hölls mellan 20 och 31 juli. Tävlingarna var endast öppna för män. 

## Medaljer

### Medaljsummering
| Plac. | Land            | Guld | Silver | Brons | Totalt antal medaljer |
| ----- | --------------- | ---- | ------ | ----- | --------------------- |
| 1     | Sovjetunionen   | 12   | 3      | 2     | 17                    |
| 2     | Bulgarien       | 3    | 4      | 3     | 10                    |
| 3     | Ungern          | 2    | 3      | 2     | 7                     |
| 4     | Rumänien        | 1    | 1      | 2     | 4                     |
| 5     | Grekland        | 1    | 0      | 1     | 2                     |
| 6     | Italien         | 1    | 0      | 0     | 1                     |
| 7     | Polen           | 0    | 5      | 2     | 7                     |
| 8     | Nordkorea       | 0    | 2      | 0     | 2                     |
| 9     | Mongoliet       | 0    | 1      | 1     | 2                     |
| 10    | Östtyskland     | 0    | 1      | 0     | 1                     |
| 11    | Tjeckoslovakien | 0    | 0      | 2     | 2                     |
| 11    | Sverige         | 0    | 0      | 2     | 2                     |
| 13    | Finland         | 0    | 0      | 1     | 1                     |
| 13    | Libanon         | 0    | 0      | 1     | 1                     |
| 13    | Jugoslavien     | 0    | 0      | 1     | 1                     |

## Medaljtabell

### Fristil, herrar
| Klass                     | Guld                                  | Silver                                | Brons                                |
| Lätt flugvikt Detaljer... | Claudio Pollio Italien                | Jang Se-Hong · Nordkorea              | Sergei Kornilayev · Sovjetunionen    |
| Flugvikt Detaljer...      | Anatoli Beloglazov · Sovjetunionen    | Władysław Stecyk · Polen              | Nermedin Selimov · Bulgarien         |
| Bantamvikt Detaljer...    | Sergei Beloglazov · Sovjetunionen     | Li Ho-Pyong · Nordkorea               | Dugarsürengiin Oyuunbold · Mongoliet |
| Fjädervikt Detaljer...    | Magomet-Gasan Abusjev · Sovjetunionen | Miho Dukov · Bulgarien                | Georgios Hatziioannidis · Grekland   |
| Lättvikt Detaljer...      | Saipulla Absaidov · Sovjetunionen     | Ivan Yankov · Bulgarien               | Šaban Sejdi · Jugoslavien            |
| Weltervikt Detaljer...    | Valentin Raychev · Bulgarien          | Jamtsyn Davaajav · Mongoliet          | Dan Karabin · Tjeckoslovakien        |
| Mellanvikt Detaljer...    | Ismail Abilov · Bulgarien             | Magomedkhan Aratsilov · Sovjetunionen | István Kovács · Ungern               |
| Lätt tungvikt Detaljer... | Sanasar Oganisyan · Sovjetunionen     | Uwe Neupert · Östtyskland             | Aleksander Cichoń · Polen            |
| Tungvikt Detaljer...      | Illya Mate · Sovjetunionen            | Slavcho Chervenkov · Bulgarien        | Július Strnisko · Tjeckoslovakien    |
| Supertungvikt Detaljer... | Soslan Andiyev · Sovjetunionen        | József Balla · Ungern                 | Adam Sandurski · Polen               |

### Grekisk-romersk stil, herrar
| Klass                     | Guld                                  | Silver                          | Brons                            |
| Lätt flugvikt Detaljer... | Zhaksylyk Ushkempirov · Sovjetunionen | Constantin Alexandru · Rumänien | Ferenc Seres · Ungern            |
| Flugvikt Detaljer...      | Vakhtang Blagidze · Sovjetunionen     | Lajos Rácz · Ungern             | Mladen Mladenov · Bulgarien      |
| Bantamvikt Detaljer...    | Shamil Serikov · Sovjetunionen        | Józef Lipień · Polen            | Benni Ljungbeck · Sverige        |
| Fjädervikt Detaljer...    | Stelios Mygiakis · Grekland           | István Tóth · Ungern            | Boris Kramorenko · Sovjetunionen |
| Lättvikt Detaljer...      | Ştefan Rusu · Rumänien                | Andrzej Supron · Polen          | Lars-Erik Skiöld · Sverige       |
| Weltervikt Detaljer...    | Ferenc Kocsis · Ungern                | Anatoly Bykov · Sovjetunionen   | Mikko Huhtala · Finland          |
| Mellanvikt Detaljer...    | Gennadi Korban · Sovjetunionen        | Jan Dołgowicz · Polen           | Pavel Pavlov · Bulgarien         |
| Lätt tungvikt Detaljer... | Norbert Növényi · Ungern              | Igor Kanygin · Sovjetunionen    | Petre Dicu · Rumänien            |
| Tungvikt Detaljer...      | Georgi Raikov · Bulgarien             | Roman Bierła · Polen            | Vasile Andrei · Rumänien         |
| Supertungvikt Detaljer... | Alexander Kolchinsky · Sovjetunionen  | Alexander Tomov · Bulgarien     | Hassan Bechara · Libanon         |